# Thagria hollowayi
Thagria hollowayi är en insektsart som beskrevs av Nielson 1982. Thagria hollowayi ingår i släktet Thagria och familjen dvärgstritar. Inga underarter finns listade i Catalogue of Life.